# Zadobarje
 Zadobarje  falu Horvátországban, Károlyváros megyében. Közigazgatásilag Károlyvároshoz tartozik.

## Fekvése
Károlyvárostól 7 km-re északnyugatra, a Dobra jobb partján fekszik. A falu több kis településből áll. A központi település neve Klistra, a többi településrész Fanjki, Jakšetići, Kružići, Metulji, Pavlići, Prališće, Suci, Šišnovići, Vojaki és Vuljanići, míg tágabb területéhez tartozik a ma már közigazgatásilag Károlyváros városához tartozó Velika Jelsa, valamit néhány kisebb telep.

## Története
Zadobarje első írásos említése több környező településsel együtt 1441-ben történt, azonban a završjei Szent Kereszt plébániát, melyhez a falu is tartozik már 1334-ben említi Ivan goricai főesperes. A zágrábi káptalan 1441-es oklevele két helyi nemest is megemlít, közülük Juraj Miklićet a község akkori bíróját is. A középkorban Zadobarje is a Dobra vidékének szabad községei közé tartozott, de szabadságjogait a 16. századra elveszítette. Ekkor már a Frangepánok és a Zrínyiek voltak az urai és az ozalyi váruradalomhoz tartozott. A település élén a bíró állt, akit itt régiesen zsupánnak neveztek. A szabad nemesi községekhez hasonlóan önálló szokásjoggal rendelkezett, elöljárója helyi rendeletekkel igazgatta a települést. A 16. században szabadságjogaikat elveszítve lakói többségben jobbágyokká lettek. 1566-ban kelt oklevelében Frangepán István felosztja Ivan Mogorić likai nemes régi birtokait köztük a novogradi gazdasághoz tartozó zadobarjei birtokát. A hagyomány úgy tartja, hogy innen származott Klissza várának hős védője Petar Kružić is és ezért nevezik a falu központi részét az ő emlékére Klistrának. A Szent Kereszt plébánia, melyhez a falu is tartozott egyike volt a legtovább szláv nyelven miséző plébániáknak. Az 1686-os egyházlátogatás is megemlíti, hogy a plébánia területén még mindig szlávul és nem az előírt latin nyelven miséznek. Erről tanúskodnak a középkori eredetű Szent Antal templomban nemrég felfedezett gazdag freskók horvát nyelvű feliratai is. A településnek 1857-ben 458, 1910-ben 370 lakosa volt. A trianoni békeszerződésig Zágráb vármegye Károlyvárosi járásához tartozott. Alapiskolája 1933-ban nyitotta meg kapuit. A II. világháború után új korszerű iskolaépületet emeltek. Kulturális és művészeti egyesületét (KUD Zadobarje) 1995-ben alapították. A települést  2011-ben 368-an lakták.

## Lakosság
| Lakosság változása | Lakosság változása | Lakosság változása | Lakosság változása | Lakosság változása | Lakosság változása | Lakosság változása | Lakosság változása | Lakosság változása | Lakosság változása | Lakosság változása | Lakosság változása | Lakosság változása | Lakosság változása | Lakosság változása | Lakosság változása |
| ------------------ | ------------------ | ------------------ | ------------------ | ------------------ | ------------------ | ------------------ | ------------------ | ------------------ | ------------------ | ------------------ | ------------------ | ------------------ | ------------------ | ------------------ | ------------------ |
| 1857               | 1869               | 1880               | 1890               | 1900               | 1910               | 1921               | 1931               | 1948               | 1953               | 1961               | 1971               | 1981               | 1991               | 2001               | 2011               |
| 458                | 307                | 375                | 298                | 357                | 370                | 312                | 385                | 474                | 468                | 485                | 479                | 423                | 468                | 412                | 368                |

## Nevezetességei
Remete Szent Antal tiszteletére szentelt temploma középkori eredetű. A 17. században említik, hogy boltozott apszisa van. Előterét később építették a hajóhoz és a mai sekrestyét is 1757-ben említik először. 1771-ben fából épített részeit kőlapokkal és tégla falazattal cserélték fel. A 19. században többszörös átépítésen esett át. 1871-ben a tetőzetet cserélték, egyidejűleg a régi festett famennyezetet dongaboltozat váltotta fel. Felépítették a harangtornyot, ezzel együtt  elkészült a rizalittal tagolt homlokzat és a kórus. A főoltár Remete Szent Antal,  a mellék oltárok Szent Anna és a Boldogságos Szűzanya tiszteletére vannak szentelve. A főoltár szobra mellett Páduai Szent Antal és Szent Mária Magdolna szobrai állnak. Néhány évvel ezelőtt a templom legrégebben épített részén eddig ismeretlen freskókat fedeztek fel, amelyeket a szakemberek a 15. század végére kelteztek. A freskók készítői valószínűleg kapcsolatban álltak a közeli Svetice pálos templomának és kolostorának mestereivel, akik több Zrínyi és Frangepán birtokon is alkottak. A faliképek különböző bibliai motívumokat és az apostolokat ábrázolják, akik egy-egy a vértanúságukra jellemző tárgyat tartanak a kezükben. Felettük Jézus Krisztus és a templom védőszentje Szent Antal látható. A templom mögött a temető található.